# Ремберт, Роберт
Роберт Джин Ремберт — младший (англ. Robert Gene Rembert Jr; 15 марта 1970, Кливленд, штат Огайо) — американский серийный убийца, который совершил серию из как минимум 5 убийств на территории штата Огайо в период с 1997 по 2015 годы. Вина Ремберта-младшего была доказана на основании результатов ДНК-экспертизы. Свою вину Ремберт-младший полностью признал, на основании чего избежал уголовного наказания в виде смертной казни и получил в качестве наказания пожизненное лишение свободы с правом условно-досрочного освобождения.

## Биография
О ранних годах жизни Роберта Ремберта известно мало. Известно, что Роберт Ремберт родился 15 марта 1970 года в Кливленде, штат Огайо. Вырос в социально-благополучной обстановке. В молодости Ремберт сменил несколько профессий, после чего освоил профессию водителя. Был женат, но брак продержался недолго, вследствие чего в середине 1990-х Роберт стал много времени проводить в обществе проституток и сутенеров.
23 декабря 1997 года Роберт Ремберт вступил в конфликт на одной из парковок с 24-летним Дадреном Льюисом, в ходе которого Льюис был застрелен. В ходе судебного процесса Ремберту и его команде адвокатов удалось доказать, что убийство было непредумышленным, на основании чего в 1998 году Роберт был признан виновным в непредумышленном убийстве и получил в качестве наказания 6 лет лишения свободы. После освобождения Ремберт-младший вернулся в Кливленд и нашел работу водителя-дальнобойщика. Он вел маргинальный образ жизни и злоупотреблял алкогольными напитками. На момент ареста он испытывал материальные трудности и проблемы с жильем, благодаря чему незадолго перед арестом преимущественно проживал у родственников или у знакомых.

## Разоблачение
Роберт Ремберт был арестован 21 сентября 2015 года в месте стоянки и сервисного обслуживания грузовых автомобилей, расположенной в округе Медайна. Ремберт находился за рулем внедорожника, который принадлежал 26-летней Морган Нитцел, чье тело было найдено 20 сентября 2015 года вместе с телом 52-летнего Джерри Ремберта, который предоставил жилье Роберту. После ареста Роберт Ремберт признался, что вечером 20 сентября между ним и Джерри Рембертом, который приходился ему двоюродным братом — произошел конфликт, в ходе которого он застрелил Джерри Ремберта и Морган Нитцел, которая состояла в дружеских отношениях с братьями. После совершения убийств Роберт Ремберт похитил из дома вещи, представляющие материальную ценность, и угнал автомобиль Нитцел. В ходе расследования у Ремберта был взят образец крови и слюны для проведения ДНК-экспертизы, на основании результатов которой следствие установила причастность Роберта к совершению убийств 31-летней Кимберли Холл, которая была найдена избитой и изнасилованной 10 июня 2015 года и к совершению убийств 47-летней Рины Мэй Пэй, которая была убита в мае 1997 года в Кливленде. 
Рина Мэй Пэй и Кимберли Холл были замечены в занятии проституцией. В ходе расследования Ремберт заключил со следствием соглашение о признании вины. Он признал себя виновным в инкриминируемым ему убийствам и поведал детали. Ремберт заявил, что во время убийства Рины Мэй Пэй работал водителем городского автобуса и совершил убийство женщины, заманив ее в служебный туалет здания автовокзала Кливленда, несмотря на то, что в ходе расследования в число подозреваемых попали водители автобусов и работники автовокзала, Роберт в поле зрение правоохранительных органов так и не попал. После того как выяснилось, что Роберт Ремберт в период работы водителем-дальнобойщиком посетил множество городов штатов Огайо и Пенсильвания, его проверяли на причастность в совершении еще нескольких убийств девушек и женщин, которые были замечены в занятии проституцией и были убиты при аналогичных обстоятельствах, но доказательств его причастности этому найдено не было.

## Суд
На основании признании вины и условий соглашения о признании вины, Роберт Ремберт 16 октября 2018 года был признан виновным в совершении 4 убийств получил в качестве наказания пожизненное лишение свободы с правом условно-досрочного освобождения по отбытии 30 лет заключения. Во время вынесения приговора Ремберт-младший заявил о раскаянии в содеянном и попросил прощения у родственников жертв